# 新妻鏡
『新妻鏡』（にいづまかがみ）は、小島政二郎の小説作品、及びそれを原作とした映画、ドラマ化作品である。

## 映画

### 1940年版
1940年5月1日に前篇、同年5月8日に後篇を公開、東宝映画配給。
キャスト
- 山田五十鈴 - 七里文代
- 岡譲二 - 醍醐博
- 斎藤英雄 - 大木喜一
- 小高たかし（子役） - 醍醐邦男
- 原文雄 - 金田の支配人
- 寺島新 - 医師
- 高堂国典 - 梅子の叔父
- 立松晃 - 金田徹
- 沢村貞子 - 梅子
- 里見藍子 - 菅まち子
- 三條利喜江 - 女中 きく
- 加藤欣子 - 女中 とき
- 藤間房子 - 婆や まき

以下クレジットなし
- 清川虹子 -
- 三国周三 -
- 生方賢一郎 -
- 真木順 -

#### スタッフ
- 監督・脚本 : 渡辺邦男
- 製作 : 滝村和男
- 撮影 : 友成達雄
- 美術 : 戸塚正夫
- 音楽 : 古賀政男

#### 主題歌
- 『新妻鏡』
  - 作詞：佐藤惣之助 / 作曲：古賀政男 / 歌：霧島昇、二葉あき子
  - 戦後、島倉千代子がカヴァーし、1966年版テレビドラマの主題歌に起用された。
- 『目ン無い千鳥』
  - 作詞：サトウハチロー / 作曲：古賀政男 / 歌：霧島昇、松原操

1940年（昭和15年）4月10日コロムビアレコードから発売。

### 1956年版
1956年9月26日公開、新東宝配給。

#### キャスト
- 池内淳子 - 七里文代
- 高島忠夫 - 醍醐博
- 太田博之 - 弟・邦夫
- 御木本伸介 - 金田徹
- 茂呂由紀子 - 妹・令子
- 花井蘭子 - 母・芳江
- 沼田曜一 - 大木喜一
- 保坂光代 - 酒田梅子
- 藤村昌子 - 婆や・お多喜
- 高岡久美子 - 女中・とみ
- 光岡早苗 - 女中・きく
- 九重京司 - 師匠・藤丸
- 芝田新 - 八万大造
- 前田通子 - 山中あき子
- 若月輝夫 - 石井支配人
- 有馬新二 - 文芸部・長堀
- 宮田洋容 - 文芸部員・永田
- 不二幸江 - 文芸部員・牧野
- 沢井三郎 - 高利貸・赤城
- 菊地双三郎 - 清水平吉
- 岬洋二 - 医者A
- 宮原徹 - 警官B
- 古賀政男 - 古賀先生
- 島倉千代子 - 本人（特別出演）

#### スタッフ
- 監督 : 志村敏夫
- 製作 : 伊藤基彦
- 脚本 : 村山俊郎、平塚広雄
- 撮影 : 山中晋
- 美術 : 朝生治男
- 録音 : 片岡造
- 照明 : 矢口明

## TVドラマ

### 1962年版
1962年4月26日・5月3日の2回に渡って、日本テレビの『武田ロマン劇場』で放送された。なお同ドラマ枠はそれまで木曜21:45 - 22:30（JST）だったが、本作より木曜22:30 - 23:15（JST）に変更された。

#### キャスト
- 文代：雪代敬子[1]
- 多喜：英百合子[1]
- 喜一：土屋嘉男[1]
- 醍醐：片山明彦[1]
- 梅千代：多摩佳子[1]
- 邦夫：松原マモル[1]
- 石井：永井達郎[1]
- 亮平：清水元[1]
- 医者：外野村晋[1]

#### スタッフ
- 脚色：戌井一郎[1]

### 1966年版
1966年1月3日 - 5月21日に日本テレビの毎週月曜日 - 土曜日の13:00 - 13:15の時間枠にて放送された。

#### キャスト
- 三条江梨子
- 石黒三郎
- 関みどり

### 1969年版
1969年6月16日 - 同年8月8日TBS系列「花王 愛の劇場」枠にて放送された連続テレビ映画である。白黒作品。全40回。

#### キャスト
- 七里文代 - 山本陽子
- 醍醐博 - 江原真二郎
- 多喜 - 吉川満子
- 白木マリ
- 早川保
- 山城健三 - 池田駿介
- 秋とも子
- 佐久間まゆみ
- 千草かのこ
- 邦夫 - 岡田俊哉

#### スタッフ
- 脚本 : 冨田義朗
- 監督 : 白鳥信一、小杉勇、斎藤和三郎
- 音楽 : 池田正義
- プロデューサー・藪内善明（日活）、岩崎嘉一、金川勝利（TBS）、撮影 金田一正坤、
- 主題歌・「新妻鏡」　歌・アントニオ古賀
- 挿入歌・「目ン無い千鳥」　歌・大川栄策
- 製作・日活、TBS

### 1974年版
1974年4月15日 - 同年5月31日にフジテレビ系昼ドラマ「ライオン奥様劇場」枠にて放送された。

#### キャスト
- 七里文代 - 柏木由紀子
- 勝呂誉

## 前後番組
| 日本テレビ 武田ロマン劇場                                                   | 日本テレビ 武田ロマン劇場        | 日本テレビ 武田ロマン劇場                  |
| 前番組                                                                      | 番組名                           | 次番組                                     |
| --------------------------------------------------------------------------- | -------------------------------- | ------------------------------------------ |
| 緑の地平線 ※木曜21:45 - 22:30                                               | 新妻鏡 （1962.4.26 - 1962.5.3）  | 転落の詩集                                 |
| 日本テレビ 木曜22:30 - 23:15枠                                              |                                  |                                            |
| 人生の四季 ※22:30 - 23:00テレニュース ※23:00 - 23:10天気予報 ※23:10 - 23:15 | 新妻鏡 （1962.4.26 - 1962.5.3）  | 転落の詩集                                 |
| 日本テレビ系列 毎週月曜日 - 土曜日 13:00 - 13:15 枠                         |                                  |                                            |
| 夜間飛行 （1965.9.20 - 1965.12.31）                                         | 新妻鏡 （1966.1.3 - 1966.5.21）  | 君の名は （1966.5.23 - 1967.1.28）         |
| TBS系列 花王 愛の劇場                                                       |                                  |                                            |
| 三百六十五夜 （1969.4.21 - 1969.6.13）                                      | 新妻鏡 （1969.6.16 - 1969.8.8）  | 若きいのちの日記 （1969.8.11 - 1969.10.3） |
| フジテレビ系列 ライオン奥様劇場                                             |                                  |                                            |
| 徳川の夫人たち （1974.2.25 - 1974.4.12）                                    | 新妻鏡 （1974.4.15 - 1974.5.31） | 愛染かつら                                 |